# Vicia hyrcanica
Vicia hyrcanica — вид квіткових рослин з родини бобових (Fabaceae). Ареал охоплює такі країни: Афганістан, Іран, Казахстан, Киргизстан, Таджикистан, Вірменія, Азербайджан, Туреччина, Туркменістан, Узбекистан.

## Середовище
Зустрічається на висотах від 1150 м до 1910 м над рівнем моря. Vicia hyrcanica зустрічається на гірських пасовищах, сільськогосподарських та порушених землях і, схоже, не має чітких ґрунтових уподобань. Ймовірно, загрозами є зміни в сільськогосподарському управлінні та інші антропогенні тиски, надмірний випас дикими або одомашненими тваринами, генетична ерозія.